# Phytocoris auranti
Phytocoris auranti är en insektsart som beskrevs av Stonedahl 1988. Phytocoris auranti ingår i släktet Phytocoris och familjen ängsskinnbaggar. Inga underarter finns listade i Catalogue of Life.